# Metamorphoses

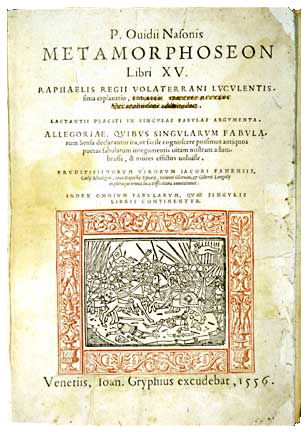
Trang bìa của phiên bản 1556 được xuất bản bởi Joannes Gryphius (viền trang trí được thêm vào sau đó). Bộ sưu tập sách hiếm Hayden White, Đại học California, Santa Cruz

Metamorphoses (tiếng Latinh: Metamorphōseōn librī: "Sách về sự biến đổi") là một bài thơ kể chuyện bằng tiếng Latinh của nhà thơ La Mã Ovid, được coi là kiệt tác của ông. Bao gồm 11.995 dòng, 15 cuốn sách và hơn 250 huyền thoại, bài thơ ghi lại lịch sử thế giới từ khi được tạo ra cho đến việc thần thánh hóa Julius Caesar trong khuôn khổ lịch sử huyền thoại không rõ ràng.
Mặc dù đáp ứng các tiêu chí cho một thiên anh hùng ca, bài thơ này bất chấp phân loại thể loại đơn giản bằng cách sử dụng các chủ đề và tông giọng khác nhau. Ovid lấy cảm hứng từ thể loại thơ metamorphosis, và một số phần Metamorphoses bắt nguồn từ phần trước đó của cùng một huyền thoại; tuy nhiên, ông đã chuyển hướng đáng kể từ tất cả các mô hình thơ của mình.
Là một trong những tác phẩm có ảnh hưởng nhất trong văn hóa phương Tây, Metamorphoses đã truyền cảm hứng cho các tác giả như Dante Alighieri, Giovanni Boccaccio, Geoffrey Chaucer và William Shakespeare. Nhiều tập phim từ bài thơ đã được miêu tả trong các tác phẩm điêu khắc, hội họa và âm nhạc. Mặc dù sự quan tâm đến Ovid đã phai mờ sau thời Phục hưng, nhưng đã có sự hồi sinh của sự chú ý đến công việc của ông vào cuối thế kỷ 20. Ngày nay, Metamorphoses tiếp tục truyền cảm hứng và được bán lại thông qua các phương tiện truyền thông khác nhau. Nhiều bản dịch tiếng Anh của tác phẩm đã được thực hiện, lần đầu tiên bởi William Caxton vào năm 1480.